# 劉潜 (民国)
劉 潜（りゅう せん、1874年11月 – 没年不詳）は、清末・中華民国の官僚。別号は雲笙、芸生。教育行政分野の官僚で、北京政府、国民政府を経て冀東防共自治政府に参加している。中華民国臨時政府、南京国民政府（汪兆銘政権）華北政務委員会では治安部門の秘書長（秘書主任）をつとめ、斉燮元の腹心と目された。

## 事績

### 清末・民初の動向
清末の附生（生員）。1904年（光緒30年）、日本に留学して宏文学院を卒業した。帰国後は学部員外郎、奏派学部視学官、中央教育会会員、学部法規編纂処幇総纂などの教育行政分野の官職を歴任している。
中華民国成立後は北京政府で任官し、京師学務局副局長となる。1916年（民国５年）2月5日、中大夫の地位を授与され、12月20日には京師学務局局長を暫時代行した。翌1917年（民国6年）9月7日、黒竜江省教育庁庁長に任命され、1919年（民国8年）1月23日までつとめる。
同年中に劉潜は江蘇省へ移り、滬海道道尹に任命され、1924年（民国13年）8月7日には蘇皖贛巡閱使署機要処処長となっている。この江蘇省での赴任期間に、蘇皖贛巡閱使をつとめていた斉燮元の側近としての地位を得たものと見られる。
国民政府時代の1929年（民国18年）1月21日、河北省政府民政庁主任秘書として任用される。1930年（民国19年）12月14日、両淮塩運使公署課長にいったん転じた後、1935年（民国24年）7月31日に河北省政府民政庁秘書に戻ったが、同年12月13日に辞職している。

### 親日政権での活動
1936年（民国25年）秋、劉潜は冀東防共自治政府教育庁長として起用された。なお、通州事件における劉の動向は不詳である。中華民国臨時政府が創立されると、劉もこれに参与した。1938年1月1日、治安部秘書長兼総務局長（総長：斉燮元）に任命されている。5月20日、総務局長につき兼務解除され、秦崋が後任局長となった。1939年（民国28年）12月5日、華北礬土鉱業股份有限公司で理事を兼任している。
1940年（民国29年）3月30日、南京国民政府（汪兆銘政権）に臨時政府が合流し、華北政務委員会に改組される。治安部も治安総署に改組され、5月4日に劉潜は治安総署秘書長代理に任命された。1943年（民国32年）3月11日、華北政務委員会における秘書長の地位が秘書主任に改められたが、劉はそのまま治安総署秘書主任に重任した。
以後、劉潜の行方は不詳である。